# Stazione di Zollino

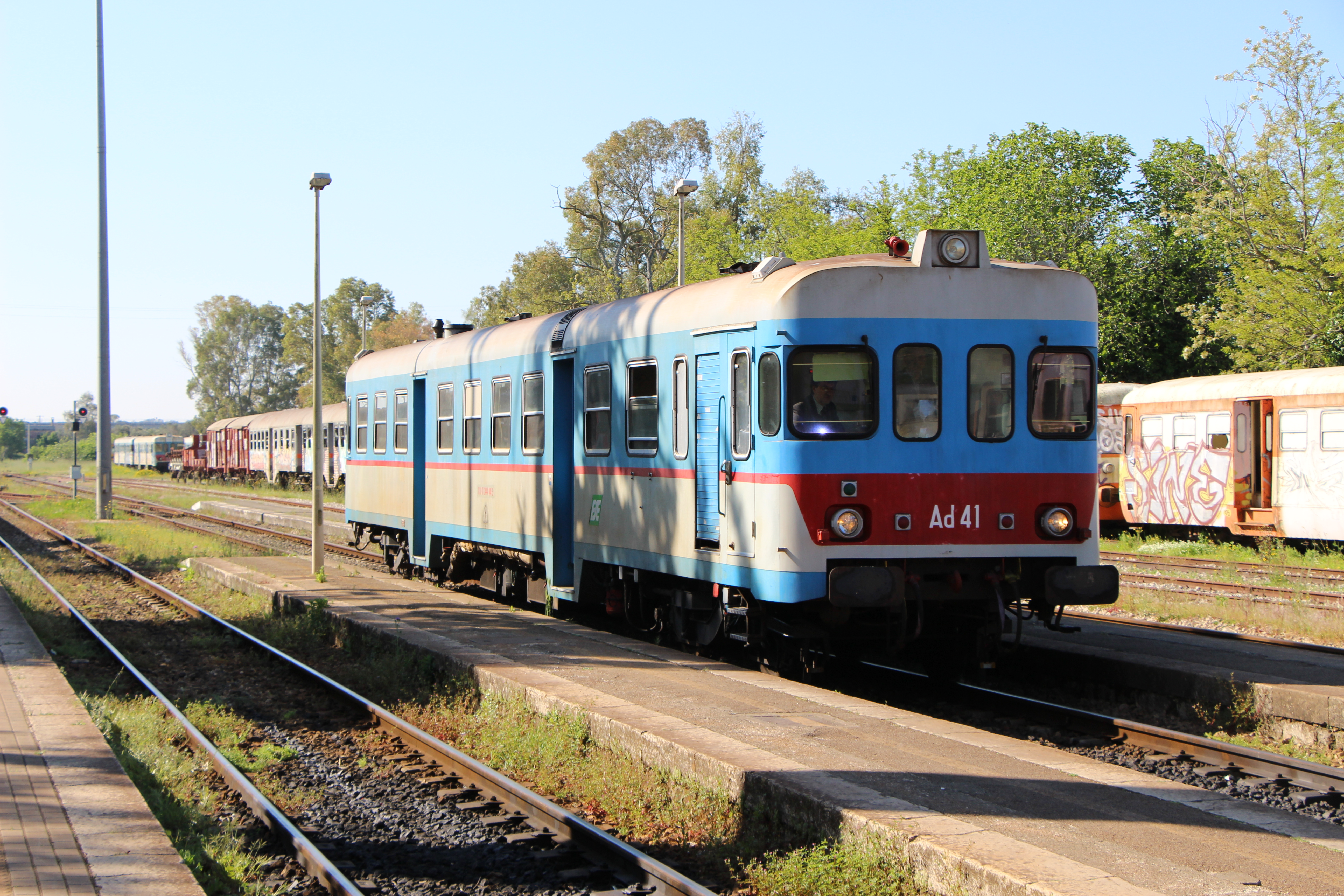
Ad 41 alla stazione di Zollino

La stazione di Zollino è una stazione ferroviaria posta sulla Lecce-Gallipoli, da cui si dirama la linea per Gagliano del Capo. È gestita da Ferrovie del Sud Est e serve il comune di Zollino.

## Storia
La stazione ferroviaria di Zollino fu inaugurata il 1º febbraio 1868 quando il piccolo centro salentino accolse il primo viaggio ufficiale di una locomotiva a vapore inaugurando così il principale asse ferroviario della penisola salentina,
la linea Lecce-Zollino-Maglie-Otranto costruita tra il 1866 e il 1872 dalla “Società Strade Ferrate Meridionali”.
Ma è pochi anni dopo, nel 1884, con l’inaugurazione della linea Zollino-Nardò-Gallipoli ad opera della stessa Società Strade Ferrate Meridionali, che la stazione di Zollino acquisisce la sua importanza diventando per alcuni decenni il principale snodo ferroviario della Provincia di Lecce dopo il capoluogo.
La stazione sorge a pochi metri di distanza da un antico menhir (oggi conosciuto con il nome di "Menhir Stazione") posto in corrispondenza di un quadrivio di vie storiche che conducono agli abitati di Zollino, Sternatia, Corigliano d'Otranto e Soleto e che segna il punto di incontro ideale delle direttrici di comunicazione nord-sud, da Lecce verso il Capo di Leuca, ed est-ovest, da Otranto verso Gallipoli, a testimonianza dell'importanza strategica che riveste il luogo nel sistema dei trasporti nel Salento.
La stazione di Zollino, quindi, con la sua posizione baricentrica nel Salento e nella Grecìa Salentina, è stata un importante punto di passaggio di persone e merci. Prodotti dell’agricoltura, come vino, patate, tabacco e olio da qui partivano verso i mercati di tutta Italia, come i tanti emigranti che andavano a cercare migliore fortuna nelle grandi città del Settentrione e del Nord Europa. Nel corso degli anni la Stazione ha poi seguito le vicende di un territorio e delle società che si sono avvicendate nella sua gestione: prima le Strade Ferrate Meridionali, poi dal 1905 le Ferrovie ed infine, dal 1933, le Ferrovie del Sud Est.
Ancora oggi la stazione di Zollino è molto utilizzata soprattutto da studenti, pendolari e un numero crescente di turisti che scelgono questo mezzo di trasporto per vivere un turismo responsabile, lento e attento al territorio.

## Servizi
La stazione dispone di:
- Biglietteria a sportello e automatica
- Servizi igienici
- Area per l'attesa
- Accessibilità per portatori di handicap
- Parcheggio di scambio
- Fermata autolinee extraurbane

## Movimento
La stazione è servita dai treni regionali svolti dalle Ferrovie del Sud Est nella relazione Lecce - Gallipoli via la linea 5 e nella relazione Lecce - Gagliano Leuca via le linee 5 e 6.